# Balıkesir (district)
Balıkesir is een Turks district in de provincie Balıkesir en telt 313.630 inwoners (2007). Het district heeft een oppervlakte van 1454 km². Hoofdplaats is Balıkesir.
De bevolkingsontwikkeling van het district is weergegeven in onderstaande tabel.
| 1997    | 2000    | 2007    |
| ------- | ------- | ------- |
| 265.375 | 287.709 | 313.630 |